# Rodolfo Gucci
Rodolfo Gucci (Florença, 16 de julho de 1912 -  Milão,15 de maio de 1983), também conhecido pelo nome artístico de Maurizio D'Ancora, foi um ator e empresário italiano. Ele era um membro da Casa da Gucci. Seu único filho, Maurizio Gucci, foi nomeado em homenagem ao seu nome artístico.

## Biografia
Filho de Aida Calvelli e Guccio Gucci. Ele era o filho do meio, um dos cinco filhos e uma filha.
Ele foi descoberto pelo diretor Alfred Lind, que lhe deu sua estreia no cinema em 1929. No mesmo ano ele apareceu em Rails de Mario Camerini, que lançou sua carreira. Enquanto filmava Juntos no Escuro, ele conheceu sua futura esposa. Ele se casou em 1944 em Veneza, Itália, com a atriz Sandra Ravel. Seu único filho nasceu em 1948.

### Gucci
Ele era um dos cinco filhos de Guccio Gucci, fundador da casa de moda Gucci. Em 1953, D'Ancora deixou de atuar e voltou aos negócios da família após a morte de seu pai e em seguida Rodolfo e os irmãos Aldo e Vasco viajam para Nova York. Eles abriram a primeira loja fora da Itália, na cidade de Nova York. Em 1967, ele criou o lenço Gucci Flora para Grace Kelly.
Após a morte do irmão Vasco Gucci em 1974, Rodolfo e Aldo dividiram o negócio entre si 50/50. No entanto, os filhos de Aldo sentiram que Rodolfo não havia contribuído o suficiente para o crescimento do negócio. Na tentativa de aumentar seus lucros, Aldo abriu uma subsidiária de perfumes e detinha 80% de sua propriedade para ele e seus três filhos e  transformando em uma guerra familiar.

### Morte e legado
Após sua morte, seu filho Maurizio Gucci herdou sua participação majoritária na empresa e se tornou o acionista majoritário. Depois de uma batalha legal de quase seis anos pelo controle da Gucci contra Aldo Gucci, Maurizio Gucci foi nomeado presidente do grupo Gucci em 1989. Maurizio não tinha experiência em negócios, e a empresa estava em uma terrível crise econômica e criativa em 1993. Naquele ano, Maurizio Gucci renunciou e vendeu o restante de sua participação para a Investcorp, encerrando a associação da família Gucci com a empresa. Em 1995, Maurizio Gucci foi morto a tiros, sua ex-esposa Patrizia Reggiani foi condenada por organizar o assassinato em 1998.

## Na cultura popular
No filme House of Gucci (2021), Rodolfo Gucci é interpretado pelo ator inglês Jeremy Irons.

## Filmografia
| Ano  | Título                    | Função                              | Notas |
| ---- | ------------------------- | ----------------------------------- | --- |
| 1929 | Trilhos                   | Giorgio                             | Feito originalmente como filme mudo.                                                                             |
| 1929 | Meninas não brincam       |                                     | [ 9 ] |
| 1931 | Figaro e seu grande dia   | Asdrubale Chiodini                  | [ 10 ] |
| 1932 | Vênus                     | Il giovane Italo-Americano          | [ 11 ] |
| 1932 | A velha senhora           | Fausto                              | |
| 1932 | Cinco para zero           |                                     | |
| 1933 | Juntos no Escuro          |                                     | |
| 1933 | Trem turístico            |                                     | |
| 1934 | O canal dos anjos         |                                     | |
| 1935 | Aqueles dois              |                                     | |
| 1935 | Flecha dourada            |                                     | |
| 1935 | Milícia Territorial       |                                     | |
| 1935 | Ginevra degli Almieri     |                                     | |
| 1936 | O embaixador              |                                     | |
| 1938 | Nonna Felicità            |                                     | |
| 1938 | O ancestral               |                                     | |
| 1939 | Terra de ninguém          |                                     | |
| 1939 | Batimento cardiaco        | Yves                                | |
| 1939 | O documento               | L'ingegnere Pezzini detto 'Pallino' | |
| 1939 | A noite dos truques       | Filippo                             | [ 12 ] |
| 1940 | Don Pasquale              | Ernesto                             | O filme é vagamente baseado no libreto de Giovanni Ruffini para a ópera bufa Don Pasquale de Gaetano Donizetti . |
| 1940 | Cem mil dólares           | Paolo                               | |
| 1943 | Aventura de Annabella     | Roberto                             | [ 13 ] |
| 1943 | Tia charley               | Guidobaldo                          | |
| 1943 | Correspondentes Especiais | Galletti                            | |